# 肯尼亚广播公司
肯尼亚广播公司（英語：Kenya Broadcasting Corporation），或简称，是肯尼亚的国营广播电视播出机构，由肯尼亚政府主管，其前身为开播于1928年的英国东非广播公司，肯尼亚独立后长期主导该国广播电视产业，也是该国最主要的广播电视业者。

## 历史沿革
1922年，英国广播公司的前身英國廣播有限公司在英國开始播音，1927年，英国广播公司獲得皇家特許狀，在英國廣播有限公司的基础上成立，由私企改組為提供公共廣播的非營利機構，同年，英國东非广播公司在肯尼亚成立短波电台，开始向英属殖民地转播BBC的节目，而肯尼亚也由此成为继南非之后，非洲第二个开办广播的国家，当时的广播节目主要以英语播出:35，直到1953年才开始用斯瓦希里语、阿拉伯语等在地语言播送节目，电台也随即在蒙巴萨、涅里、基苏木等地设立了地方放送局，以提高广播的收听率。
1959年，东非广播公司更名为肯尼亚广播公司，1963年，肯尼亚引进电视，其节目则由该公司播出:38，同年，该国脱离大英帝国独立，甫成立的肯尼亚政府随即接管了广播公司并将其改组为国有企业，随即更名为肯尼亚之声（Voice of Kenya），乔莫·肯雅塔担任总统期间，该广播公司增加了以本土语言斯瓦希里語播出节目的时长，自独立以来，肯尼亚之声在官方的支持下长期垄断国内的广播电视产业，直到肯尼亚电视网于1989年开始播出电视节目为止:60-61，而肯尼亚之声也于当年恢复了1959年的名称肯尼亚广播公司，1995年，首都调频广播电台创办後，KBC在广播产业一台独大的局面也被打破。

## 现况
作为肯尼亚的国营广播电视播出机构，肯尼亚广播公司充当肯尼亚政府的喉舌，接受政府管理，并具有宣导政令、提供公共服务的任务，其运作资金主要来自国民纳税，但也接受托播商业广告，因为官方對新闻的严格控制，KBC自我审查节目播出内容的情况也较为明显，这也导致其公信力不如私营的KTN:61。而凭借政府的支持，以及覆盖全国、多语言的广播体系，KBC的广播部门在该国有较高的收听率，也是肯国内不谙英语、斯瓦希里语者主要的资讯来源:61-62，在该国基础设施匮乏的农村地区，KBC的频道也是当地民众能接收到的少数免费电视频道。